# Jong Myong-suk
Jong Myong-suk (kor. 정명숙 ;ur. 2 czerwca 1993) – północnokoreańska zapaśniczka walcząca w stylu wolnym. Olimpijka z Rio de Janeiro 2016, gdzie zajęła siódme miejsce w kategoria 53 kg.
Brązowa medalistka mistrzostw świata w 2014, 2015 i 2018. Wicemistrzyni Azji w 2019; trzecia w 2017. Mistrzyni igrzysk azjatyckich w 2018. Brązowa medalistka igrzysk wojskowych w 2019. Wojskowa mistrzyni świata z 2018. Mistrzyni Azji juniorów w 2013 roku.